# 112328 Клінкефус
112328 Клінкефус (112328 Klinkerfues) — астероїд головного поясу, відкритий 16 червня 2002 року.
Тіссеранів параметр щодо Юпітера — 3,514.